# 黑素細胞
黑素細胞（melanocyte），又叫痣细胞（nevus cell），是一種動物細胞，帶有黑色素或是其他類似的色素，極大多數情況下位於皮膚表皮的基底層、眼睛的葡萄膜（虹膜後面的色素層）、內耳、陰道上皮、腦膜、骨骼及心臟中。每個黑素細胞通過樹突與30至40個角質形成細胞相連，組成一個黑素單位，基底層的黑素細胞與角質形成細胞的比例約為1∶10。恆溫動物的黑素細胞除了黑色的色素以外，還能夠製造一些紅色或黃色的色素，而變溫動物的黑素細胞僅能製造黑色的色素。當黑素細胞的代謝受到破壞或抑制時，就會引起一些疾病，例如遺傳疾病白化症與黑色素細胞瘤（melanoma）等。此外皮膚、毛髮和眼睛的顏色，以及黑痣及雀斑等皮膚上的斑點都與黑色素細胞有關。

## 發育
人體皮膚表皮基底層的黑素細胞是由早期胚胎階段神經脊分化而來。這種細胞能夠進行長距離的移動，因此許多區域都有黑素細胞的存在。黑色素細胞瘤很容易在此時發生。

## 功能
黑素細胞的其中一個主要功能是在黑素小體合成黑素顆粒。黑素合成過程需要的酶，包括酪氨酸激酶 (TYR) 、酪氨酸酶相關蛋白 (TYRP-1) 和多巴色素異構酶 (DCT) 。黑素合成量取決於酪氨酸激酶的含量和活性大小。黑素細胞中合成的黑素以黑素體形式被轉運。黑素相關轉運蛋白Rab27a是一種小分子鳥苷酸結合蛋白，通過其C末端固定於黑素體膜，並和黑素親和素蛋白、肌凝蛋白Va構成三聯分子復合物 ，結合肌動蛋白微絲，並水解ATP提供動力，參與黑素細胞中黑素體的轉運過程。有研究表明，黑素細胞樹狀突起的數量及長度增加，有利於黑素小體的轉運和分布，在樹狀突起較長的細胞中轉運相關蛋白Rab27a蛋白的表達也有所增加。黑素顆粒進入角質形成細胞後，像傘樣或者帽樣覆蓋於細胞核頂上方，保護細胞核免受紫外線輻射的損傷。同時，合成的黑素賦於不同人皮膚、頭髮和眼睛顏色的不同。人體皮膚的顏色主要取决於黑素細胞的數量、黑素的含量、黑素體的分布和轉移。

## 應激性提早衰老
由活性氧類（ROS）引起的氧化應激已被證實是引發衰老過程的主要因素。活性氧的產生和抗氧化防禦之間的平衡，決定細胞氧化應激及老化的程度。以往的研究表明活性氧，特別是過氧化氫，在介導黑素細胞損傷過程中，起著非常重要的作用，支持這觀點的主要研究是發現白癜風患者的皮損區過量蓄積過氧化氫，而白癜風患者黑素細胞中主要衰老相關蛋白p53、p21和p16的表達明顯增加。p53、p21和p16信號通路是介導黑素細胞衰老的2條主要途徑。這表明在過氧化氫的作用下發生了應激性提早衰老 (SIPS)。研究發現正常成年人的黑素細胞的胞體圓而小，有多極樹突且樹突較長，而過氧化氫處理組細胞胞體大而扁平，多呈星形，細胞樹突明顯變少及短。而且，因為黑素細胞內與角質形成細胞黏附的主要介質的E-鈣黏素的表達量降低，可以觀察到提早衰老的黑素細胞存在過度的色素沈著現象，黏附能力降低，故而與周圍角質形成細胞連接疏鬆。

## 與细胞因子的關係
| 名稱                          | 描述 |
| ----------------------------- | --- |
| 鹼性成纖維細胞生長因子 (bFGF) | 這是黑素細胞的促分裂劑，還是酪氨酸酶受體和蛋白激酶C的激活劑，能夠刺激黑素細胞色素的生成及樹突的生長。              |
| α-促黑素細胞刺激素 (α-MSH）   | 這能夠提高黑素細胞內的環磷酸腺苷（cAMP）水平，進而促進黑素細胞的生長，並且誘導其樹突的形成。                       |
| 白細胞介素-4及白細胞介素-6    | 兩者均对体外培养的正常人表皮黑素细胞活力有抑制作用，能使细胞增生能力降低、黑素合成减少，以及增加黑素细胞的凋亡率。 |

## 延伸閱讀
- Ito S. . Pigment Cell Research. 2003, 16 (3): 230–6. PMID 12753395. doi:10.1034/j.1600-0749.2003.00037.x.
- Millington GW. . Clinical and Experimental Dermatology. 2006, 31 (3): 407–12. PMID 16681590. doi:10.1111/j.1365-2230.2006.02128.x.

## 外部連結
- Histology image: 07903loa – 波士顿大学的组织学学习系统 - "Eye: fovea, RPE"
- Histology image: 08103loa – 波士顿大学的组织学学习系统 - "Integument: pigmented skin"